# Musculus serratus posterior inferior
De musculus serratus posterior inferior of onderste achterste gezaagde spier is een diepe schuine rugspier die behoort tot de spieren van de spinocostale groep. Hij ontspringt op de processus spinosus van T11-L2 en hecht zich aan de angulus costae van rib 9-12. Ze heeft als functie caudale ribben naar beneden trekken (bij expiratie).